# Fèlix Sardà i Salvany
Fèlix Sardà i Salvany   (Sabadell, 21 de maig de 1841 - Sabadell, 2 de gener de 1916) fou un eclesiàstic apologista i escriptor català.

## Biografia
Sardà ingressà al Seminari Conciliar de Barcelona el 1855 i al cap de deu anys és ordenat de sacerdot. Es llicencià en Filosofia i Lletres per la Universitat de Barcelona. Amb el pseudònim Un obscurantista de buena fe, va escriure des del 1869 milers d'articles i uns dos-cents opuscles –en català i castellà– amb l'objectiu d'orientar popularment sobre problemes socials i religiosos.
Desitjós de retornar a la cristiandat de l'edat mitjana, partidari del restabliment de la inquisició, al llarg de la seva vida lluità per oposar-se a tot allò que fes olor de liberal i modern. Fou defensor del Syllabus Errorum i enemic dels principis de la Revolució Francesa, sobretot a través de la seva publicació Revista Popular (1871-1916), on llançà campanyes, de ressò a tot Espanya, contra la francmaçoneria, l'espiritisme, el protestantisme, l'anarquisme, el naturalisme, la Solidaritat Catalana… bo i defensant la unitat catòlica, la primacia espiritual en l'acció social, etc.

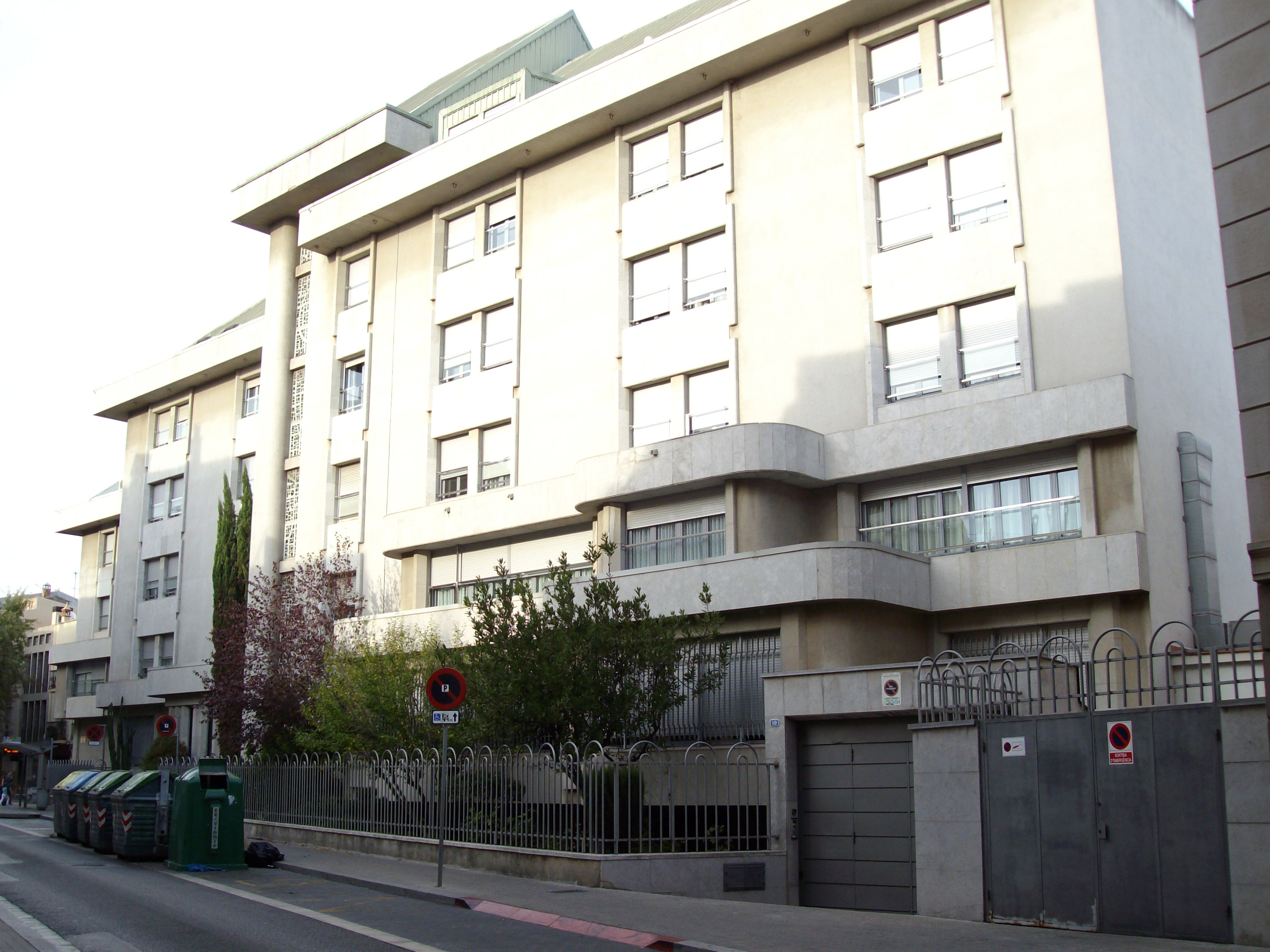
Aspecte actual de l'antiga casa pairal de Fèlix Sardà i Salvany.

Fou l'impulsor de l'Acadèmia Catòlica de Sabadell el 1870, des de la qual incidí intensament en la vida social de la ciutat de Sabadell. La seva obra fonamental i discutida molts anys fou El liberalismo es pecado (1884), la polèmica entorn de la qual prengué una dimensió europea. Es convertí en el programa doctrinal del partit carlí, lligat amb els jesuïtes, que era la base de la política de la Restauració.
L'any 1888 se separà del carlisme i fou un dels principals ideòlegs del Partit Integrista dirigit per Ramón Nocedal. De fet, fou qui va proposar acceptar de bon grat com a nom del partit el qualificatiu despectiu d'integrista que li donaven els seus enemics polítics. Va promoure campanyes contra els "mestissos" (catòlics partidaris del govern constituït). S'oposà a La Veu de Catalunya, al catalanisme polític i a la Lliga Regionalista perquè, segons Sardà, en el seu regionalisme feien abstracció de la religió. En contra del parer del seu propi partit, l'any 1906 s'oposà també al moviment autonomista de la Solidaritat Catalana.
Morí a la casa pairal, que havia convertit el 1905 en un asil de vells de les Germanetes dels Ancians Desemparats. Està enterrat a l'Església de Sant Fèlix de Sabadell, al terra del passadís central.

## Obres
- El pueblo y el sacerdote (1870;
- Ayunos y abstinencias (1870);
- El matrimonio civil (1872);

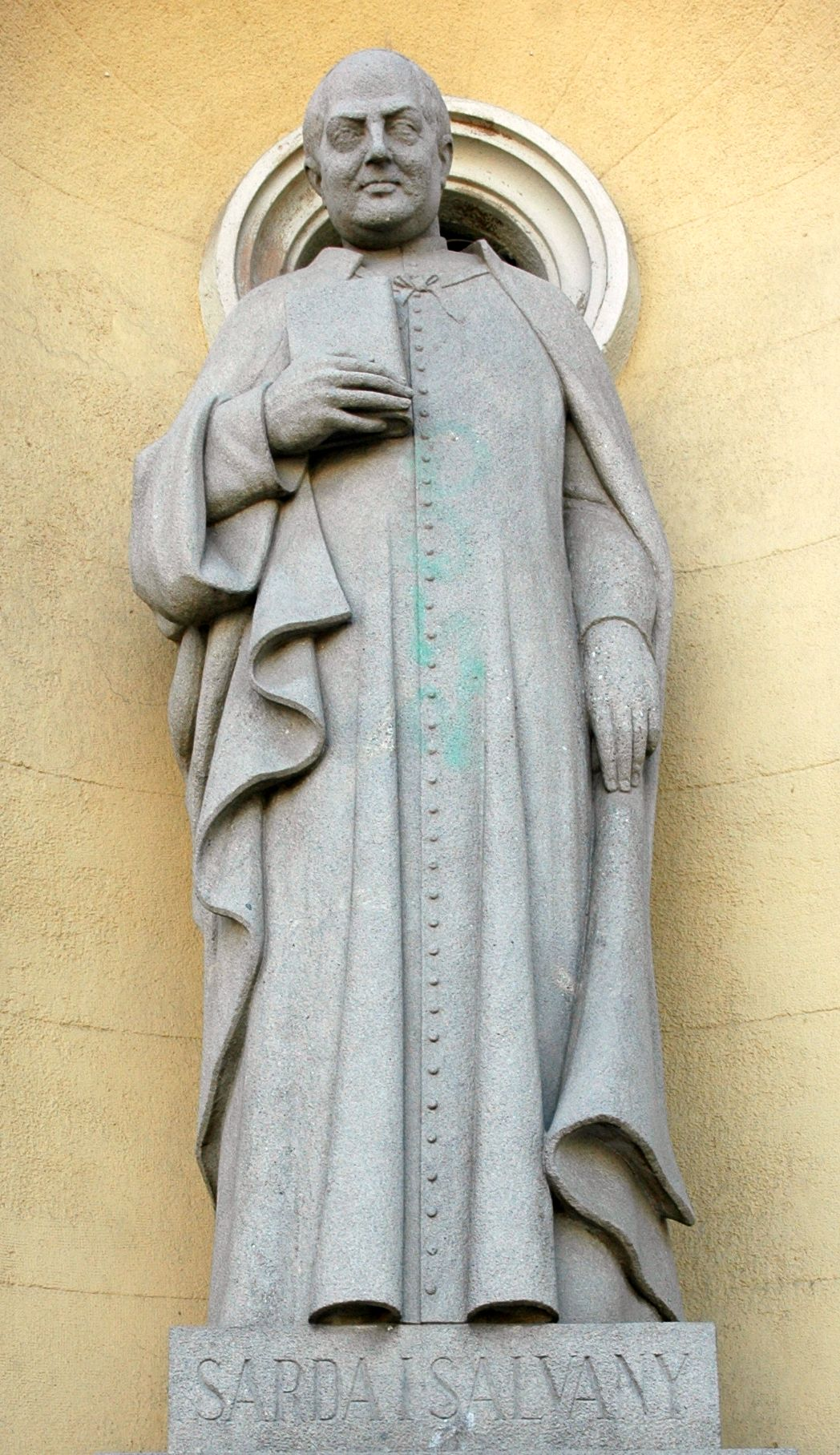
Estàtua de Fèlix Sardà i Salvany a l'església vella de l'Escola Pia de Sabadell, l'església de l'Immaculat Cor de Maria. Obra de Camil Fàbregas

- El Concilio. La Iglesia. La infalibilidad (1872);
- El purgatorio y los sufragios (1872);
- El culto de San José (1872);
- El culto de María (1872);
- El protestantismo: de dónde viene y adónde va (1872);
- ¿Qué hay sobre el espiritismo? (1872);
- Manual del Apostolado de la Prensa (1873);
- Cosas del día (1875);
- ¡Pobres espiritistas! (1876);
- El clero y el pueblo (1876);
- Nimiedades católicas (1878);
- Los frailes de vuelta (1880);
- La chimenea y el campanario (1880);
- La voz de la Cuaresma (1884);
- El liberalismo es pecado (1884);
- Masonismo y catolicismo (1885);
- De aquellos polvos... (1885);
- Luz y espejo de jóvenes cristianos (1891);
- Mes de junio dedicado al Sagrado Corazón de Jesús (1893);
- ¿Para qué sirven las monjas? (1894);
- Año sacro ó lecturas y ejercicios para las principales festividades del calendario cristiano (1901);
- Brevísima idea del Apostolado de la Oración;
- Devoto octavario al Dulce Niño de Belén;
- Efectos canónicos del matrimonio civil;
- El dinero de los católicos;
- El Santo Jubileo;
- Misterio de la Inmaculada Concepción y
- Ricos y pobres.